# スネアチエラ科
スネアチエラ科（ーか、Sneathiellaceae）は真正細菌プロテオバクテリア門アルファプロテオバクテリア綱スネアチエラ目の科の一つである。

## 歴史
2008年に東京大学の倉橋みどりらによって、日本の沿岸沖の水深4mの海水中で採取されたウミウシ（Glossodoris cincta) の表皮から新種細菌が発見され、Sneathiella glossodoripedisと命名された。同時に、スネアチエラ目（Sneathiellales）とスネアチエラ科（Sneathiellaceae）がアルファプロテオバクテリア綱所属として提案された。スネアチエラ属は別の海外の研究チームによって2007年に中国で既に発見されアルファプロテオバクテリア綱の新属として提案されていた。
2012年に、スペインで捕獲されたタツノオトシゴ(Hippocampus guttulatus)の皮膚粘膜から新種細菌が発見され、Oceanibacterium hippocampiと命名され、スネアチエラ科の新属としてOceanibacterium属が提案された。
2020年に全ゲノム解析結果により、それまで目と科が明確でなかったFerrovibrio属、Taonella属及びMarinibaculum属がスネアチエラ科に加えられた。